# The Big Valley
The Big Valley (en español: Valle de pasiones) es una serie de televisión estadounidense, emitida entre los años 1965 y 1969 por la cadena ABC.

## Argumento
Victoria Barkley fue interpretada por Barbara Stanwyck, ella era la viuda rica, de la influyente familia Barkley en el siglo XIX en el valle central de California. Victoria Barkley fue la líder indiscutible de la hacienda Barkley. De hecho, la negativa de Stanwyck para retratar a una Barkley frágil fue polémica en su momento. Thomas Barkley, marido de Victoria, había sido asesinado seis años antes. Stanwyck apareció en 103 de los 112 episodios, convirtiéndose en el actor con el segundo número mayor de episodios de la serie.
Jarrod Thomas Barkley, el hijo mayor, era un abogado respetado. Richard Long desempeñó el papel del educado, refinado y más tranquilo de los hijos Barkley que manejaba todos los asuntos legales y de negocios de la familia. Mientras que Jarrod prefería la ley para resolver las controversias, se le conocía por recurrir a la justicia fuera de la frontera, y usaba la violencia cuando era necesario. Estuvo casado brevemente en un episodio sólo para ver a su nueva esposa asesinada en un episodio memorable en la que un enfurecido Jarrod seguía la pista del asesino y se encontraba en el proceso de matarlo con sus propias manos pero sus dos hermanos Nick y Heath llegaban justo a tiempo para detenerlo.
El hijo menor Nick Barkley era quien dirigía el rancho de la familia. Fue interpretado por Peter Breck. Bien conocido por sus chalecos de cuero negro, sombrero negro grande y guantes de cuero negro, así como su comportamiento ruidoso y pendenciero, era famoso por meterse en peleas. A veces, se peleaba con sus hermanos y, aunque por debajo de la superficie áspera Nick era cálido y cariñoso, tenía un lado alegre amante de la diversión, un maravilloso sentido del humor, y amaba profundamente a su familia, por la que daría su vida por cualquiera de ellos o todos. Peter Breck fue el único miembro del reparto en aparecer en la mayoría de los episodios, con la excepción de un episodio : Breck apareció en todos ellos, para un total de 111 de los 112 episodios.
Linda Evans interpretó el papel de Audra, la única hija de Victoria. Lejos de poner reparos, ella realizó acrobacias audaces y montó a caballo, como sus hermanos. Audra, al igual que Nick y Eugene, fue recelosa de la historia de Heath. En primer momento, intentó sin éxito seducir a Heath, con el fin de exponerlo como un fraude. Durante las temporadas tercera y cuarta y última de la serie, las apariencias de Evans se redujeron, porque quería pasar más tiempo con su esposo John Derek
En 2015 iba a haber nueva versión de la serie, continuación de la serie original donde Linda Evans iba a asumir el papel protagonista.
Heath Barkley era el hijo ilegítimo del difunto esposo de Victoria, y que literalmente tuvo que abrirse su camino para llegar a la casa Barkley. Lee Majors interpretó al rudo y violento Heath, que era un vaquero enojado y agresivo a lo largo de los primeros episodios debido a su falsa creencia de que Tom Barkley había abandonado a su verdadera madre después de que ella quedó embarazada de él. En verdad, Tom Barkley nunca supo de su padre hasta que ella estuvo en su lecho de muerte. Heath fue ganando la aceptación del resto del clan Barkley a medida que la primera temporada avanzaba, hasta que se convirtió en un "Barkley" como el resto de la familia, y su amor por ellos llegó a ser igual. Aunque Nick estaba inicialmente receloso de él, pero sintió que tenía como prueba la entereza de Heath, y Heath iba a demostrar que era digno incluso de que Nick lo aceptara.

## Episodios

### Primera temporada (1965–66)
| #  | N.º | Título                        | Fecha de lanzamiento | Código de producción |
| -- | --- | ----------------------------- | -------------------- | -------------------- |
| 1  | 1   | "Palms of Glory"              | September 15, 1965   | 5929                 |
| 2  | 2   | "The Young Marauders"         | October 6, 1965      | 6301                 |
| 3  | 3   | "The Brawlers"                | December 15, 1965    | 6303                 |
| 4  | 4   | "Heritage"                    | October 20, 1965     | 6305                 |
| 5  | 5   | "The Way to Kill a Killer"    | November 24, 1965    | 6307                 |
| 6  | 6   | "The Invaders"                | December 29, 1965    | 6309                 |
| 7  | 7   | "The Odyssey of Jubal Tanner" | October 13, 1965     | 6311                 |
| 8  | 8   | "Under a Dark Star"           | February 9, 1966     | 6313                 |
| 9  | 9   | "Boots with My Father's Name" | September 29, 1965   | 6315                 |
| 10 | 10  | "Winner Lose All"             | October 27, 1965     | 6317                 |
| 11 | 11  | "Forty Rifles"                | September 22, 1965   | 6319                 |
| 12 | 12  | "My Son, My Son"              | November 3, 1965     | 6321                 |
| 13 | 13  | "Earthquake!"                 | November 10, 1965    | 6323                 |
| 14 | 14  | "The Murdered Party"          | November 17, 1965    | 6325                 |
| 15 | 15  | "The Guilt of Matt Bentell"   | December 8, 1965     | 6327                 |
| 16 | 16  | "Barbary Red"                 | February 16, 1966    | 6329                 |
| 17 | 17  | "The Death Merchant"          | February 23, 1966    | 6331                 |
| 18 | 18  | "Into the Widow's Web"        | March 23, 1966       | 6333                 |
| 19 | 19  | "Night of the Wolf"           | December 1, 1965     | 6335                 |
| 20 | 20  | "Teacher of Outlaws"          | February 2, 1966     | 6337                 |
| 21 | 21  | "By Fires Unseen"             | January 5, 1966      | 6339                 |
| 22 | 22  | "Judgement in Heaven"         | December 22, 1965    | 6341                 |
| 23 | 23  | "A Time to Kill"              | January 19, 1966     | 6343                 |
| 24 | 24  | "Last Train to the Fair"      | April 27, 1966       | 6345                 |
| 25 | 25  | "The Fallen Hawk"             | March 2, 1966        | 6347                 |
| 26 | 26  | "Hazard"                      | March 9, 1966        | 6349                 |
| 27 | 27  | "By Force and Violence"       | March 30, 1966       | 6351                 |
| 28 | 28  | "The River Monarch"           | April 6, 1966        | 6353                 |
| 29 | 29  | "The Midas Man"               | April 13, 1966       | 6355                 |
| 30 | 30  | "Tunnel of Gold"              | April 20, 1966       | 6357                 |

### Segunda temporada (1966–67)
| #  | N.º | Título                        | Fecha de lanzamiento | Código de producción |
| -- | --- | ----------------------------- | -------------------- | -------------------- |
| 31 | 1   | "Day of the Comet"            | December 26, 1966    | 7002                 |
| 32 | 2   | "The Great Safe Robbery"      | November 21, 1966    | 7004                 |
| 33 | 3   | "Caesar's Wife"               | October 3, 1966      | 7006                 |
| 34 | 4   | "Target"                      | October 31, 1966     | 7008                 |
| 35 | 5   | "The Lost Treasure"           | September 12, 1966   | 7010                 |
| 36 | 6   | "Boy Into Man"                | January 16, 1967     | 7012                 |
| 37 | 7   | "Legend of a General, Part 1" | September 19, 1966   | 7014                 |
| 38 | 8   | "Legend of a General, Part 2" | September 26, 1966   | 7016                 |
| 39 | 9   | "Brother Love"                | February 20, 1967    | 7018                 |
| 40 | 10  | "The Velvet Trap"             | November 7, 1966     | 7020                 |
| 41 | 11  | "The Iron Box"                | November 28, 1966    | 7022                 |
| 42 | 12  | "Pursuit"                     | October 10, 1966     | 7024                 |
| 43 | 13  | "A Day of Terror"             | December 12, 1966    | 7026                 |
| 44 | 14  | "Price of Victory"            | February 13, 1967    | 7028                 |
| 45 | 15  | "Last Stage to Salt Flats"    | December 5, 1966     | 7030                 |
| 46 | 16  | "The Martyr"                  | October 17, 1966     | 7032                 |
| 47 | 17  | "The Man from Nowhere"        | November 14, 1966    | 7034                 |
| 48 | 18  | "Wagonload of Dreams"         | January 2, 1967      | 7036                 |
| 49 | 19  | "Hide the Children"           | December 19, 1966    | 7038                 |
| 50 | 20  | "The Stallion"                | January 30, 1967     | 7040                 |
| 51 | 21  | "Image of Yesterday"          | January 9, 1967      | 7042                 |
| 52 | 22  | "Down Shadow Street"          | January 23, 1967     | 7044                 |
| 53 | 23  | "The Haunted Gun"             | February 6, 1967     | 7046                 |
| 54 | 24  | "Court Martial"               | March 6, 1967        | 7048                 |
| 55 | 25  | "Plunder!"                    | March 13, 1967       | 7050                 |
| 56 | 26  | "Turn of a Card"              | March 20, 1967       | 7052                 |
| 57 | 27  | "Showdown in Limbo"           | March 27, 1967       | 7054                 |
| 58 | 28  | "The Lady from Mesa"          | April 3, 1967        | 7056                 |
| 59 | 29  | "Days of Grace"               | April 17, 1967       | 7058                 |
| 60 | 30  | "Cage of Eagles"              | April 24, 1967       | 7060                 |

### Tercera temporada (1967–68)
| #  | N.º | Título                      | Fecha de lanzamiento | Código de producción |
| -- | --- | --------------------------- | -------------------- | -------------------- |
| 61 | 1   | "The Good Thieves"          | January 1, 1968      | 7101                 |
| 62 | 2   | "Night of the Executioner"  | December 11, 1967    | 7103                 |
| 63 | 3   | "Rimfire"                   | February 19, 1968    | 7105                 |
| 64 | 4   | "Joaquin"                   | September 11, 1967   | 7107                 |
| 65 | 5   | "Ladykiller"                | October 16, 1967     | 7109                 |
| 66 | 6   | "A Flock of Trouble"        | September 25, 1967   | 7111                 |
| 67 | 7   | "A Noose is Waiting"        | November 13, 1967    | 7113                 |
| 68 | 8   | "Guilty"                    | October 30, 1967     | 7115                 |
| 69 | 9   | "Ambush"                    | September 18, 1967   | 7117                 |
| 70 | 10  | "Four Days to Furnace Hill" | December 4, 1967     | 7119                 |
| 71 | 11  | "Night in a Small Town"     | October 9, 1967      | 7121                 |
| 72 | 12  | "Fall of a Hero"            | February 5, 1968     | 7123                 |
| 73 | 13  | "The Disappearance"         | November 6, 1967     | 7125                 |
| 74 | 14  | "Explosion, Part 1"         | November 20, 1967    | 7127                 |
| 75 | 15  | "Explosion, Part 2"         | November 27, 1967    | 7129                 |
| 76 | 16  | "Time After Midnight"       | October 2, 1967      | 7131                 |
| 77 | 17  | "The Buffalo Man"           | December 25, 1967    | 7133                 |
| 78 | 18  | "The Emperor of Rice"       | February 12, 1968    | 7135                 |
| 79 | 19  | "Journey into Violence"     | December 18, 1967    | 7137                 |
| 80 | 20  | "Days of Wrath"             | January 8, 1968      | 7139                 |
| 81 | 21  | "Shadow of a Giant"         | January 29, 1968     | 7141                 |
| 82 | 22  | "Miranda"                   | January 15, 1968     | 7143                 |
| 83 | 23  | "Bounty on a Barkley"       | February 26, 1968    | 7145                 |
| 84 | 24  | "Run of the Savage"         | March 11, 1968       | 7147                 |
| 85 | 25  | "The Devil's Masquerade"    | March 4, 1968        | 7149                 |
| 86 | 26  | "The Challenge"             | March 18, 1968       | 7151                 |

### Cuarta temporada (1968–69)
| #   | N.º | Título                          | Fecha de lanzamiento | Código de producción |
| --- | --- | ------------------------------- | -------------------- | -------------------- |
| 87  | 1   | "The 25 Graves of Midas"        | February 3, 1969     | 7202                 |
| 88  | 2   | "A Passage of Saints"           | March 10, 1969       | 7204                 |
| 89  | 3   | "Run of the Cat"                | October 21, 1968     | 7206                 |
| 90  | 4   | "Point and Counterpoint"        | May 19, 1969         | 7208                 |
| 91  | 5   | "Hell Hath No Fury"             | November 18, 1968    | 7210                 |
| 92  | 6   | "The Long Ride"                 | November 25, 1968    | 7212                 |
| 93  | 7   | "Presumed Dead"                 | October 7, 1968      | 7214                 |
| 94  | 8   | "They Called Her Delilah"       | September 30, 1968   | 7216                 |
| 95  | 9   | "A Stranger Everywhere"         | December 9, 1968     | 7218                 |
| 96  | 10  | "Hunter's Moon"                 | December 30, 1968    | 7220                 |
| 97  | 11  | "Flight from San Miguel"        | April 28, 1969       | 7222                 |
| 98  | 12  | "The Prize"                     | December 16, 1968    | 7224                 |
| 99  | 13  | "In Silent Battle"              | September 23, 1968   | 7226                 |
| 100 | 14  | "The Jonah"                     | November 11, 1968    | 7228                 |
| 101 | 15  | "The Profit and the Lost"       | December 2, 1968     | 7230                 |
| 102 | 16  | "Top of the Stairs"             | January 6, 1969      | 7232                 |
| 103 | 17  | "Deathtown"                     | October 28, 1968     | 7234                 |
| 104 | 18  | "Joshua Watson"                 | January 20, 1969     | 7236                 |
| 105 | 19  | "Alias Nellie Handley"          | February 24, 1969    | 7238                 |
| 106 | 20  | "The Secret"                    | January 27, 1969     | 7240                 |
| 107 | 21  | "The Battle of Mineral Springs" | March 24, 1969       | 7242                 |
| 108 | 22  | "Lightfoot"                     | February 17, 1969    | 7244                 |
| 109 | 23  | "The Other Face of Justice"     | March 31, 1969       | 7246                 |
| 110 | 24  | "Danger Road"                   | April 21, 1969       | 7248                 |
| 111 | 25  | "Town of No Exit"               | April 7, 1969        | 7250                 |
| 112 | 26  | "The Royal Road"                | March 3, 1969        | 7252                 |

## Enlaces
- The Big Valley en Internet Movie Database (en inglés).

- Datos: Q582053
- Multimedia: The Big Valley / Q582053